# Крепость Шарпа
Крепость Шарпа (также Крепость стрелка Шарпа) — третий исторический роман Бернарда Корнуэлла из серии о Ричарде Шарпе, впервые опубликованный в 1998 году. Это последний роман из трилогии о приключениях Шарпа в Индии. Он рассказывает историю энсина Шарпа во время битвы за Аргаум и последующей осады крепости Гавилгхур в 1803 году.

## Краткое содержание
Идёт 1803 год. Армия сэра Артура Уэлсли приближается к отступающим маратхам в западной Индии. Вместе с британской армией идёт энсин Ричард Шарп, только что произведённый в офицеры и теперь уже жалеющий, что не остался сержантом. Отвергнутый своим новым полком, он отправляется в армейский багажный обоз и там находит коррупцию, романтику, измену и врагов, старых и новых. Сержант Хэйксвилл жаждет смерти Шарпа, а у Хэйксвилла есть могущественные друзья, в то время как у Шарпа в качестве союзника только арабский мальчик-сирота.
А вместе с загнанными в угол маратхами прихода британцев ожидает ещё один враг, англичанин-ренегат Уильям Додд, который ожидает не поражение, а только славную победу. Ибо маратхи нашли себе убежище в Гавилгхуре, величайшей крепости Индии, расположенной высоко на скалах над равниной Декан. Говорят, что тот, кто правит Гавилгхуром, правит Индией, и Додд знает, что крепость неприступна. Там, за двойными стенами, в высоких фортах-близнецах, Шарп должен встретиться со своими врагами в битве, которая станет последней для Уэлсли на индийской земле.

## Персонажи «Крепости Шарпа»
- Ричард Шарп — энсин британской армии
- Генерал сэр Артур Уэлсли — командующий британцами в Индии
- Сержант Обадайя Хэйксвилл — бывший сержант Шарпа и его заклятый враг
- Майор Уильям Додд — британский офицер-ренегат
- Ахмед — араб, верный помощник Шарпа
- Сьюд Севаджи — командующий верными британцам силами маратхов, союзник Шарпа и его старый друг

## Издание на русском языке
- Бернард Корнуэлл. Крепость стрелка Шарпа. — Москва: Эксмо, 2007. — (Приключения Ричарда Шарпа). — ISBN 978-5-699-23796-8.